# Arvieux
Arvieux – miejscowość i gmina we Francji, w regionie Prowansja-Alpy-Lazurowe Wybrzeże, w departamencie Alpy Wysokie.

## Demografia
Według danych na rok 1990 gminę zamieszkiwało 338 osób, a gęstość zaludnienia wynosiła 5 osób/km². W styczniu 2015 r. Arvieux zamieszkiwało 386 osób, przy gęstości zaludnienia wynoszącej 5,3 osób/km².